# 山本丞
山本 丞（やまもと じょう、1931年 - ）は、日本の詩人。北海道出身。

## 来歴
駒澤大学文学部卒業。
北海道立文学館評議員、北海道詩人協会常任理事などを歴任。

## 受賞
- 1966年 北海道詩人賞
- 1971年 北海道新聞文学賞候補（「朝のいたみ」）[4]
- 1974年 北海道新聞文学賞候補（「生のしたたり」）
- 1983年 北海道新聞文学賞候補（「海のはなやぎ」）

## 著書
- 夜の人（1958年、土曜詩学会）
- 生と死と愛と（1958年、土曜詩学会）
- 破格の鼻（1963年、だいあるぐるーぷ）
- 家系のいらだち（1966年、思潮社）
- 朝のいたみ（1971年、黄土社）
- 生のしたたり（1974年、詩の村出版会）
- 荒野へ（1977年、北海詩人社）
- 黄昏の風と葬列（1979年、自家版）
- わが隠沼より（1980年、自家版）
- 海のはなやぎ（1983年、自家版）
- 荒野念佛（1988年、富士書院）
- わが羊彷徨い出でて（1991年、帆Panの会）
- 生者黙礼（1993年、緑鯨社）
- 来意は鐘を鳴らして（1995年、緑鯨社）
- 朝の傷（1997年、緑鯨社）
- 黄昏ランナー（2000年、花神社）
- 栞、しのばせて（2001年、共同文化社）
- 外骨さんの墓（2005年、花神社）
- 「跨いでくる」もの（2011年、共同文化社）
- 旬の魚と六十余年（2013年、共同文化社）